# Sylvano Comvalius
Sylvano Comvalius (Amsterdam, 10 agosto 1987) è un ex calciatore olandese, di ruolo attaccante.

## Carriera
Ha giocato nella massima serie dei campionati maltese, kazako, ucraino, indonesiano, thailandese e malaysiano.